# Swantopolk (Sohn von Mieszko I.)
Swantopolk war ein Sohn von Fürst Mieszko I. der Polanen und Oda von Haldensleben.
Er wurde nur einmal in der Chronik von Thietmar von Merseburg erwähnt.
Im Dagome Iudex wurde er nicht genannt; möglicherweise war er zu diesem Zeitpunkt (vor 991) bereits gestorben.